# Iauza
El Iauza - Яуза (rus) - és un riu de Rússia. Neix al Parc Nacional Lossini Óstrov, al nord-est de Moscou, entra a la ciutat en forma irregular en direcció nord-sud. S'uneix al riu Moskvà al districte de Taganski.